# 안양시
안양시(安養市)는 대한민국 경기도 중부에 있는 시다. 동쪽으로는 과천시, 남쪽으로는 군포시와 의왕시, 서쪽으로는 광명시와 시흥시, 안산시와 접하며, 북쪽으로는 관악산(629m), 삼성산(481m)을 경계로 서울특별시 관악구, 금천구와 접한다. 중앙은 낮고 평탄하여 타원형의 분지 지형이다.

## 역사
- 조선 시대 : 과천현 하서면, 상서면
- 1895년 : 과천군 하서면, 상서면
- 1914년 : 시흥군 서이면
- 1941년 : 시흥군 안양면
- 1947년 11월 29일 : 시흥군청사를 영등포에서 안양면으로 이전(→1980년 소래읍으로 이전) 1977년  시흥군 군청 청사를 안양시 안양동 삼원프라자호텔에서 안양시 안양동 477(현 안양시 만안구 안양6동 만안구청.만안구보건소.만안평생교육센터)로 이전 1980년 12월 1일 시흥군청사 소재지를 안양시 안양동 477에서 소래읍으로 신축 이전
- 1949년 8월 14일 : 안양면이 안양읍으로 승격
- 1963년 1월 1일 : 시흥군 동면 안양리(현 석수동)와 서면 박달리(현 박달동)가 안양읍에 편입
- 1973년 7월 1일 : 안양시 승격[1]
- 1989년 5월 1일 : 동안출장소·만안출장소 설치
- 1992년 10월 1일 : 동안구청·만안구청 설치

### 지명 유래
안양시의 명칭은 과천군 하서면 안양리로부터 유래하였다. 1914년의 부군면통폐합 때 과천군이 시흥군에 합쳐지면서 하서면과 상서면이 서이면(西二面)으로 통합되었다. 하서면 안양리에 1905년 개통한 경부선의 철도역인 안양역이 생긴 이후 이 역을 중심으로 안양 도심이 점차 형성되었고, 이후 행정구역명과는 별개로 철도역의 이름을 따라 안양이라는 지명이 널리 쓰였다. 결국 1941년에 서이면이 안양면으로 개칭되어 지역의 정식 명칭으로 굳어졌다.
안양(安養)이라는 지명은 만안구 석수동에 있는 안양사(安養寺)로부터 유래되었다. 안양사에 대해서 신증동국여지승람은 '금천현'의 항목에 "삼성산에 있으며, 절 남쪽에 고려 태조가 세운 7층 벽돌탑이 있다. 김부식이 지은 비명은 글자가 이지러져 있다."고 기록하고 있다.

## 지리
안양시는 경기도의 중부에 위치하여 서울에서 남으로 약 25km 지점, 인천에서 동남방으로 약 44km 지점에 위치한다. 안양시는 행정구역상으로 1개 특별시, 5개시와 접하고 있다. 동쪽은 과천시와 의왕시가 접하고 있으며, 서쪽은 광명시와 시흥시가, 남쪽은 군포시와 안산시가, 북쪽은 서울특별시 금천구와 관악구가 접하고 있다.
안양시의 동단은 북위 37°23′49″, 동경 126°59′07″로서 이는 안양시 동안구 관양동과 의왕시 포일동의 경계부가 되며, 서단은 북위 37°24′18″, 동경 126°52′22″로서 박달동과 광명시의 가학동이 경계를 이루는 청덕산 능선에 해당한다. 또한 남단은 수리산 능선인 북위 37°21′16″, 동경 126°54′15″로서 이는 안양9동과 군포시 대야동의 경계를 이루며 북단은 북위 37°26′52″, 동경 126°55′56″로서 석수1동과 서울특별시 금천구 시흥동이 경계를 이루는 삼성산의 능선이 된다.
광주산맥의 말단부에 위치한 안양시는 서남쪽에 수리산(474m)과 수암봉(395m), 북쪽에 관악산(629m), 삼성산(455.8m)이 솟아 있으나 대체로 준평원의 잔구지역이다. 산계는 주로 북동방향으로 발달해 있으며, 수계의 발달은 불규칙한 편이나 북사면에는 비교적 깊은 하곡이 형성되어 있다. 산계와 수계의 발달은 전역에 걸쳐 대체로 불규칙한 편으로 서울시측 사면과 안양시측 사면에 각각 3곳의 계곡이 발달해 있다. 그 중앙에 평야 지대가 발달하여 타원형의 분지를 이룬다.
수리산은 안양시의 안양동과 군포시 및 안산시의 경계에 있는 산으로 높이는 489m이다. 수리산의 기반은 흑운모호상 편마암 및 백운모 편마암이 주를 이루며 곳곳에 규장암이 흘러들고 있다.
안양시의 대부분이 화강편마암의 사질토양으로서 비옥도가 높다. 학의천이 시의 동단부에서 서쪽으로 흐르다가 비산동에서 안양천과 합류, 시의 중앙부를 관통하면서 북류하여 한강으로 흘러든다. 안양시의 두드러진 지형적 특징은 안양천 주변에 발달한 하천퇴적지형과 관악산, 수리산 등의 산지지형이라 할 수 있다. 이들 하천퇴적 지형과 산지 지형 사이의 기복의 차이는 비교적 큰 편으로 최고점인 관악산 정상과 최저점인 안양천 하상과는 고도차가 600m 이상에 이른다. 대표적인 하천퇴적 지형으로는 학의천과 안양천이 합류하는 달안들(옛지명) 부근의 충적지형을 들 수 있다. 이 지역에는 범람원의 저평한 지형을 이루고 있어 자연제방, 배후습지 등이 발달하고 있으나 현재에는 대부분 인공적으로 변형, 평촌 신도시가 들어서 있는 상태이다.

### 기후
경기 남부지역에 속하는 안양의 2010년 연평균기온은 12.2℃로 경기 북부지역의 연평균 기온 10.9℃와 다소 차이를 보였으며 한서의 차가 커서 연교차가 31.3℃에 달한다. 또한 2005년(12.0)도부터 상승하던 연평균기온이 2008년(12.8) 이후 하락세를 보이고 있다. 안양의 2010년도 연간 강수량은 1,538mm로 경기지역의 평균치 1,677mm 보다 다소 낮다. 2002년에서 2010년까지 강수량 추이를 보면 최대 1,538mm(2010년)에서 최소 1,137mm(2004년)로 그차이는 401mm에 이른다. 또한 시베리아 기단의 영향을 강하게 받는 겨울철의 건계와 장마전선의 북상에 따라 형성되는 여름철의 우계와의 구별이 뚜렷하다. 강수량은 여름철에 집중하여 6월에서 9월까지 4개월간의 강수량이 연간 강수량의 81%에 이른다. 특히 북태평양으로부터 많은 수증기가 유입되거나 열대지방에서 고온다습한 남서기류가 장마전선으로 유입될 때에는 1일 강수량 100mm이상의 집중호우가 내리는 것이 보통이다.
| 안양시의 기후            | 안양시의 기후 | 안양시의 기후 | 안양시의 기후 | 안양시의 기후 | 안양시의 기후 | 안양시의 기후 | 안양시의 기후 | 안양시의 기후 | 안양시의 기후 | 안양시의 기후 | 안양시의 기후 | 안양시의 기후 | 안양시의 기후 |
| 월                       | 1월           | 2월           | 3월           | 4월           | 5월           | 6월           | 7월           | 8월           | 9월           | 10월          | 11월          | 12월          | 연간          |
| ------------------------ | ------------- | ------------- | ------------- | ------------- | ------------- | ------------- | ------------- | ------------- | ------------- | ------------- | ------------- | ------------- | ------------- |
| 일평균 최고 기온 °C (°F) | 2 (36)        | 5 (41)        | 10 (50)       | 18 (64)       | 23 (73)       | 27 (81)       | 29 (84)       | 30 (86)       | 26 (79)       | 20 (68)       | 12 (54)       | 5 (41)        | 17.3 (63.1)   |
| 일평균 최저 기온 °C (°F) | −7 (19)       | −5 (23)       | 0 (32)        | 6 (43)        | 12 (54)       | 18 (64)       | 22 (72)       | 22 (72)       | 16 (61)       | 9 (48)        | 2 (36)        | −4 (25)       | 7.6 (45.7)    |
| 평균 강수량 mm (인치)    | 0 (0)         | 28 (1.1)      | 49 (1.9)      | 105 (4.1)     | 88 (3.5)      | 151 (5.9)     | 383 (15.1)    | 265 (10.4)    | 160 (6.3)     | 48 (1.9)      | 43 (1.7)      | 24 (0.9)      | 1,344 (52.9)  |
| 출처:                    |               |               |               |               |               |               |               |               |               |               |               |               |               |

## 행정 구역
안양시의 행정 구역은 2구 31동 574통 3,226반으로 구성되어 있다. 안양시의 면적은 58.48 km2이며, 이 중 녹지지역이 64.79%에 해당하는 37.89 km2이며, 개발제한구역은 51.3%에 해당하는 29.98 km2이다.
2003년에 인구가 60만명을 넘었는데, 2000년대 후반부터 점차 줄어들어 2015년 3월에 60만명 아래로 하락했다. 그후부터 현재까지는 50만명 후반대를 유지하고 있다.
| 일반구 | 한자   | 면적 (km2) | 인구 (명) | 세대    |
| ------ | ------ | ---------- | --------- | ------- |
| 만안구 | 萬安區 | 36.53      | 241,830   | 101,044 |
| 동안구 | 東安區 | 21.93      | 316,187   | 120,048 |
| 안양시 | 安養市 | 58.48      | 558,017   | 221,092 |

* 인구·세대는 2020년 6월 말 기준

## 인구
안양시의 인구 구조는 2009년 12월 말을 기준으로 0~14세 인구는 17.9%, 65세 이상 인구는 7.1%이다. 생산연령층인 15~64세 인구는 75.0%로 전국 평균72.8%보다 비율이 높고 유소년 인구부양비는 24.0%로 전국 평균인 22.8%보다 높고 노년 인구부양비는 9.0%로 전국 평균인 14.5%보다 낮다. 여자 인구 100명당 남자 인구를 나타내는 성비는 99.6로 여자가 다소 많다.
- 안양시의 연도별 인구 추이[9]

| 연도   | 총인구    |  | 비고                  | 비고          |
| ------ | --------- |  | --------------------- | ------------- |
| 1949년 | 20,085명  |  | 시흥군 안양면         | 시흥군 안양면 |
| 1955년 | 22,301명  |  | 시흥군 안양읍         | 시흥군 안양읍 |
| 1960년 | 31,290명  |  | 시흥군 안양읍         | 시흥군 안양읍 |
| 1966년 | 54,287명  |  | 시흥군 안양읍         | 시흥군 안양읍 |
| 1970년 | 90,505명  |  | 시흥군 안양읍         | 시흥군 안양읍 |
| 1975년 | 134,848명 |  |                       | 안양시        |
| 1980년 | 253,560명 |  |                       | 안양시        |
| 1985년 | 361,577명 |  |                       | 안양시        |
| 1990년 | 481,291명 |  | 외국인: 51            | 안양시        |
| 1995년 | 591,106명 |  | 외국인: 561 (0.1%)    | 안양시        |
| 2000년 | 580,544명 |  | 외국인: 1,699 (0.3%)  | 안양시        |
| 2005년 | 612,423명 |  | 외국인: 2,537 (0.4%)  | 안양시        |
| 2010년 | 602,122명 |  | 외국인: 5,350 (0.9%)  | 안양시        |
| 2015년 | 585,177명 |  | 외국인: 9,425 (1.6%)  | 안양시        |
| 2019년 | 557,339명 |  | 외국인: 11,148 (2.0%) | 안양시        |

## 산업

### 지역내총생산(GRDP)
안양시의 2012년 지역내 총생산은 30조 4,293억원으로 경기도 지역내 총생산의 4.2%를 차지하고 있다. 이 중 농림어업은 약 18억원으로 비중이 낮고 2차 산업의 광업 및 제조업은 7조 1,359억원으로 23.4%의 비중으로 차지하고 3차 산업의 해당하는 상업과 서비스업은 23조 3,547억원으로 76.6%의 높은 비중을 차지한다. 경기도의 교통의 중심지로서 3차 산업 부문에서는 건설업(11.28%)과 사업서비스업(10.67%), 도소매업(8.48%)과 출판, 영상, 방송통신 및 정보서비스업(8.23%)이 큰 비중을 차지하고 있다.

### 산업별 종사자 현황
2014년 안양시 산업의 총종사자 수는 235.143명으로 경기도 총종사자 수의 5.3%를 차지하고 있다. 이중 농림어업(1차 산업)은 4명으로 비중이 매우 낮고 광업 및 제조업(2차 산업)은 35,364명으로 15%의 비중으로 차지하고 상업 및 서비스업(3차 산업)은 199,775명으로 85%의 비중을 차지한다. 2차 산업은 경기도 전체의 비중(27.1%)보다 낮고 3차 산업은 경기도 전체의 비중(72.9%)보다 높다. 3차 산업 부문에서는 도소매업(16.8%), 사업서비스업(13.4%)과 숙박 및 음식업(9.5%), 교육서비스업(8.4%)이 큰 비중을 차지하고 있다.

### 상업

#### 백화점·대형아울렛
- 엔터식스 안양역점 (만안구 안양동)
- 롯데백화점 평촌점 (동안구 호계동)
- 뉴코아아울렛 평촌점 (동안구 호계동)
- 2001아울렛 안양점 (만안구 안양동)

#### 대형마트
- 이마트 안양점 (동안구 비산동)
- 이마트 평촌점 (동안구 관양동)
- 홈플러스 안양점 (동안구 호계동)
- 홈플러스 평촌점 (동안구 비산동)

## 문화

수리산 관모봉

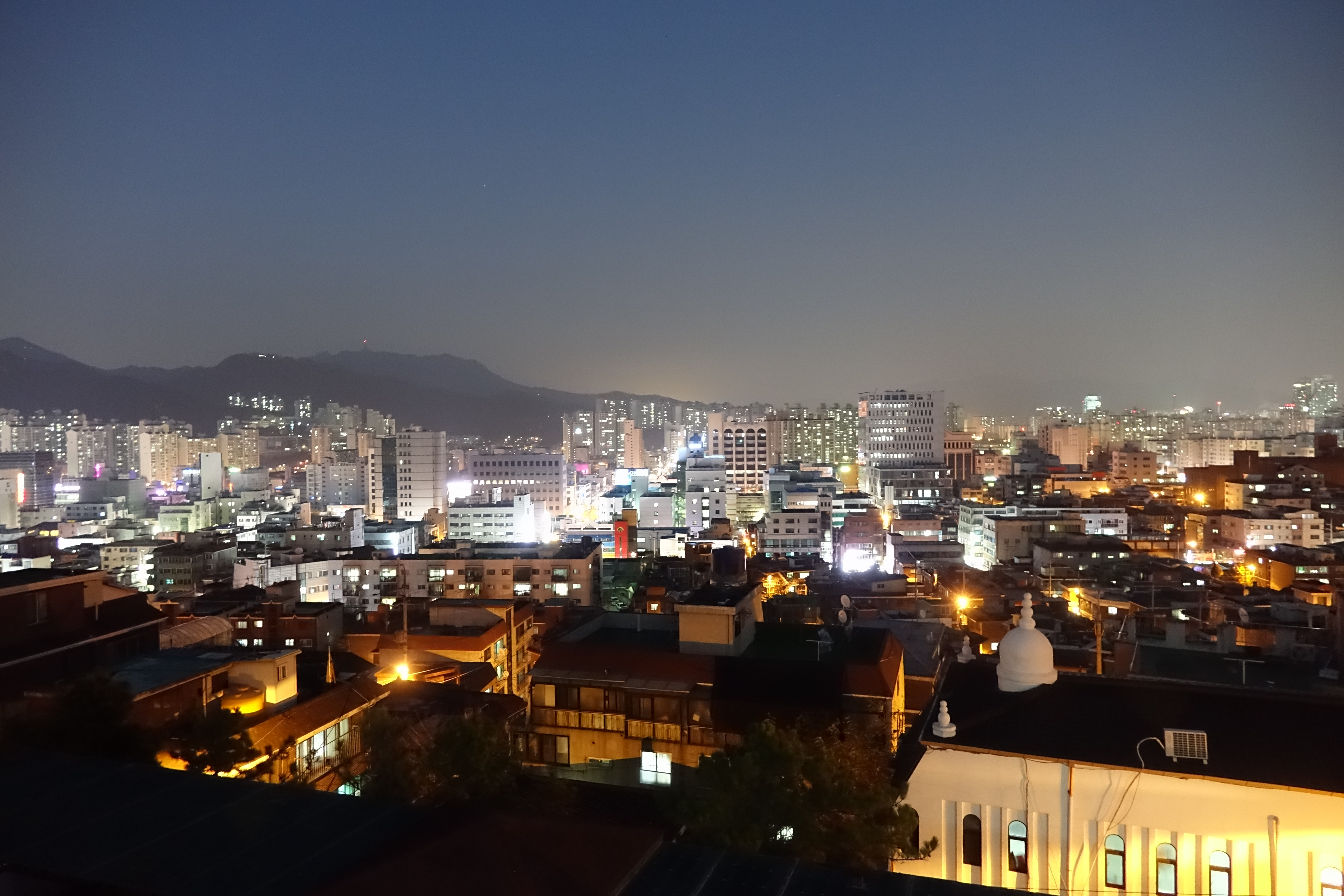
안양대학교에서 바라본 야경

### 안양9경
안양9경은 안양시에서 지정한 자연경관 및 문화시설 등으로 총 9가지이다. 2003년 안양8경이 지정되었다. 이후 2021년 1월 6일, 안양9경으로 수정되었다.
- 안양예술공원
- 안양천
- 평촌중앙공원
- 망해암 일몰
- 안양일번가
- 수리산 성지 (최경환 성인)
- 평촌일번가 문화의 거리
- 병목안시민공원
- 만안교

### 문화재
안양시에는 2022년 1월 31일 기준, 총 33점의 문화재가 있다. 국가지정 3점, 경기도지정 16점, 이북5도지정 1점, 안양시지정 향토 문화재 7점, 기타 6점으로 구성된다.
안양 중초사지 당간지주(보물 제4호, 만안구 석수동)는 서평 지주 바깥 면에 여섯 줄로 글귀가 새겨져 있는데 여기에는 이 지주가 신라 흥덕왕 원년(826) 8월 6일에 돌을 캐어 그 이듬해인 흥덕왕 2년(827) 2월 30일에 세워졌다고 기록되어 있다. 또한 이 곳에 있던 당시 사찰의 이름이 ‘중초사’라는 것도 밝히고 있어 이 당간지주는 조성년대가 확실한 국내 유일의 당간지주라고 할 수 있다.
안양시 무형문화재는 총 3명이다. 생칠장, 방자유기, 평양검무 분야 무형문화재이다.

### 자연경관
안양시의 서남쪽에는 수리산과 수암봉이 있으며, 북쪽으로는 관악산과 삼성산이 솟아 있다. 또한, 안양시 중심부에서 갈라지는 세 갈래의 물줄기는 각각 안양천, 학의천, 삼성천이다.
- 수리산
- 관악산
- 청계산
- 삼성산
- 모락산
- 안양천
- 학의천
- 삼성천

### 문화시설
- 안양아트센터[13]
- 평촌아트홀[14]
- 안양박물관
- 김중업건축박물관[15]
- 돌석도예박물관[16]
- 학운공원 오픈스쿨
- 평촌문화갤러리
- 안양파빌리온

### 축제
- 정월대보름 달맞이 축제 (2월)
- 충훈벚꽃축제 (4월)
- 안양여성축제 (5월)
- 안양시 청소년 축제 (5월)
- 안양단오제 (6월)
- 안양예술제 (6월)
- 안양사이버과학축제 (6월)
- 안양시민축제 (9월)
- 안양만안문화제 (10월)
- 안양공공예술프로젝트 (비정기적)

## 교통

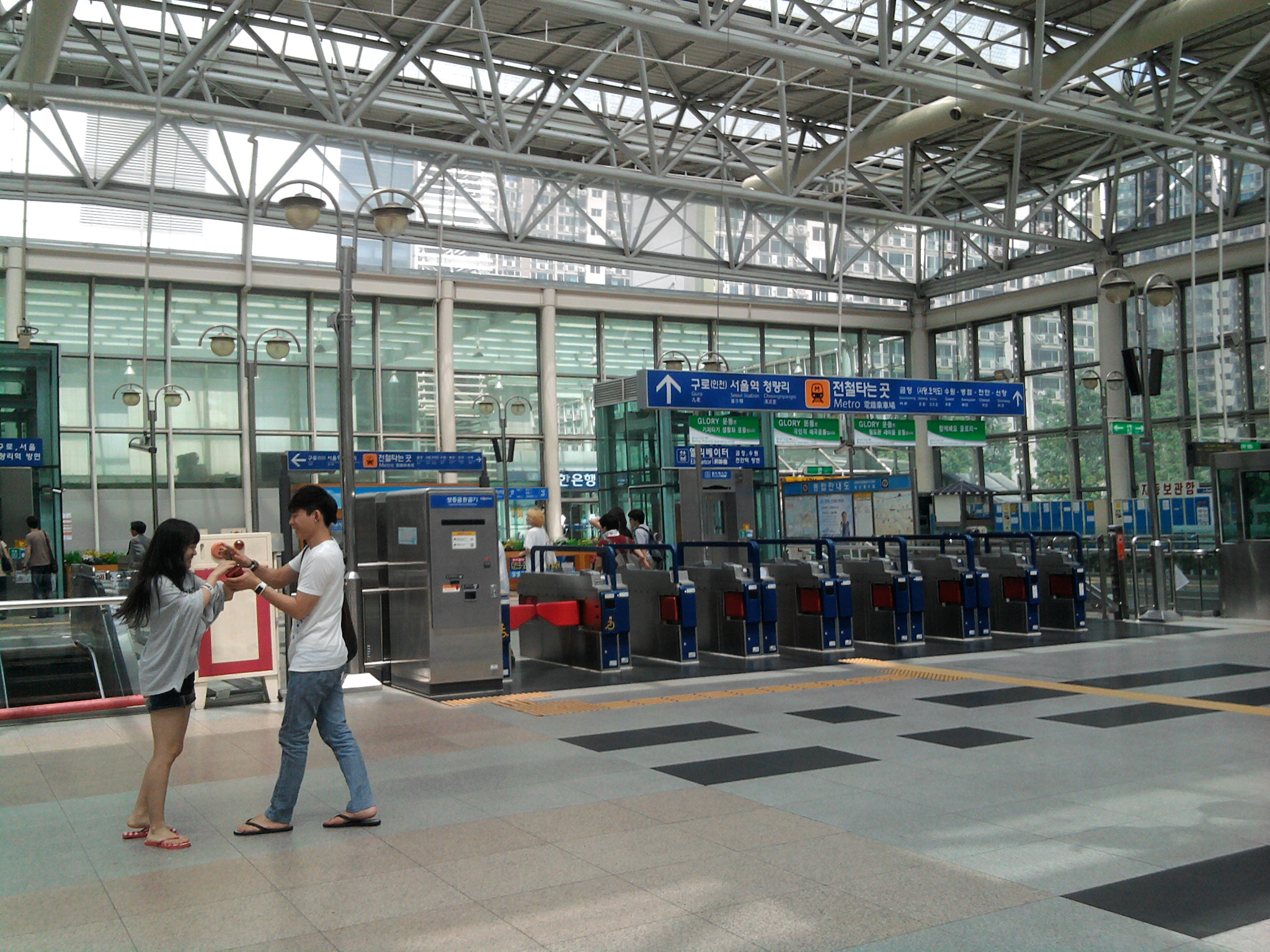
안양역 대합실

### 철도
경부선과 과천선이 지나며, 각 역에 수도권 전철이 운행한다. 이 중 경부선은 만안구를 지나며, 과천선은 동안구 평촌신도시의 중앙을 관통해 지난다. 안양역에서는 일반열차를 이용할 수 있다.
- 한국철도공사
  - ● 수도권 전철 1호선
(서울특별시 금천구) ← 석수역 - 관악역 - 안양역 - 명학역 → (군포시)
  - ● 수도권 전철 4호선
(과천시) ← 인덕원역 - 평촌역 - 범계역 → (군포시)

### 도로
- 국도 제1호선 (경수산업도로)
- 국도 제47호선
- 국가지원지방도 제57호선

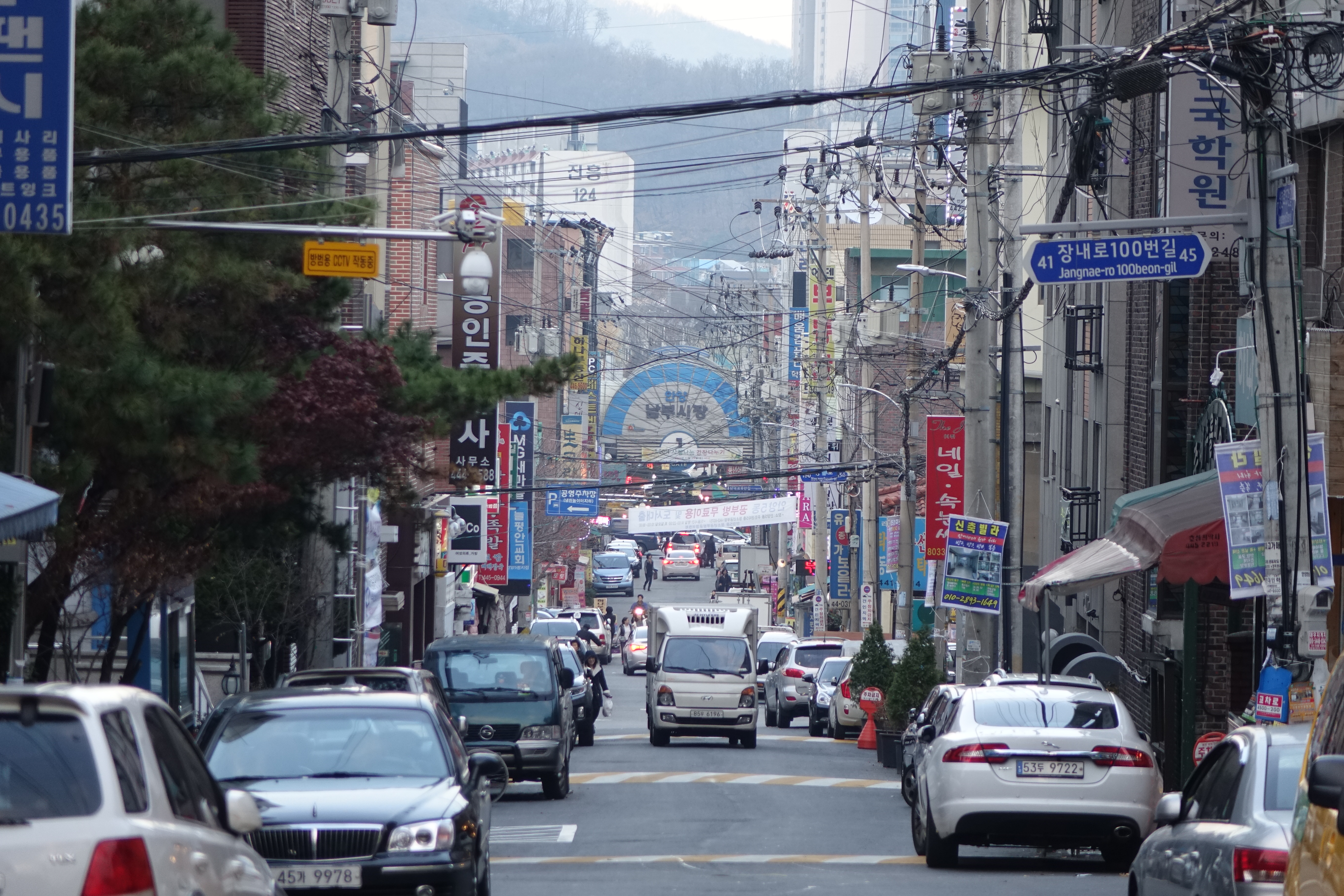
장내로 100번길

- 서해안고속도로 (광명역 나들목, 일직 분기점, 소하 분기점)
- 수도권제1순환고속도로 (산본 나들목, 평촌 나들목)
- 제2경인고속도로 (일직 분기점, 석수 나들목, 삼막 나들목)

## 스포츠

### 현재 존재하는 스포츠 구단
| 리그                  | 구단 명                  | 창단연도 | 홈 경기장      |
| --------------------- | ------------------------ | -------- | -------------- |
| 아시아리그 아이스하키 | HL 안양 아이스하키단     | 1994년   | 안양종합운동장 |
| KBL                   | 안양 정관장 레드부스터스 | 1992년   | 안양체육관     |
| K리그1                | FC 안양                  | 2013년   | 안양종합운동장 |

- 아이스하키, HL 안양 (1994-현재) - 1994년, 만도 위니아가 창단했다. 이후 2003년, 아시아리그 아이스하키 출범 이후 원년 시즌에 참가했다. 2022년 2월 기준, 총 우승 6회, 준우승 1회를 기록했다.
- 농구, 안양 정관장 레드부스터스 (1997-현재) - 1997년, 안양시를 연고지로 하는 프로 농구단 안양 SBS 스타즈가 창설되었다. 안양시에서 치른 첫 시즌은 1999-2000 시즌이고 대림대학교 체육관을 홈 경기장으로 사용했다. 현재의 홈 경기장으로 사용하는 안양 실내체육관에서 치른 첫 시즌은 2000-01년 시즌이다. 2022년 2월 기준, 챔피언 결정전 우승 3회, 정규 리그 우승 1회를 기록했다.
- 축구, FC 안양 (2013-현재) - 2013년 FC 안양이 창단했다. 2022년 2월 기준, 최고 성적은 3위이며 2019시즌과 2021시즌에 각각 기록했다.

### 과거 존재했던 스포츠 구단
- K리그 - 안양 LG 치타스 (1996-2003, 2004년 서울로 연고지 이전)

## 교육
- 국공립대학교

|  | - 경인교육대학교 경기캠퍼스 |

- 사립대학교

|  | - 성결대학교 - 안양대학교 |

- 사립전문대학

|  | - 대림대학교 - 연성대학교 |

- 원격대학

|  | - 서울사이버대학교 인덕원캠퍼스 |

- 고등학교

|  | - 경기게임마이스터고등학교 - 관양고등학교 - 동안고등학교 - 부흥고등학교 - 안양고등학교 | - 안양공업고등학교 - 인덕원고등학교 - 충훈고등학교 - 평촌고등학교 - 평촌공업고등학교 | - 평촌경영고등학교 - 근명고등학교 - 백영고등학교 - 성문고등학교 - 신성고등학교 | - 안양여자고등학교 - 안양여자상업고등학교 - 안양예술고등학교 - 안양외국어고등학교 - 양명고등학교 | - 양명여자고등학교 |

- 평생교육

|  | - 안양상업고등학교 |

- 중학교

|  | - 관양중학교 - 귀인중학교 - 대안중학교 - 대안여자중학교 - 박달중학교 | - 범계중학교 - 부림중학교 - 부안중학교 - 비산중학교 - 신기중학교 | - 신안중학교 - 안양중학교 - 안양부흥중학교 - 안양서중학교 - 연현중학교 | - 인덕원중학교 - 임곡중학교 - 평촌중학교 - 호계중학교 - 호성중학교 | - 근명중학교 - 성문중학교 - 신성중학교 - 안양여자중학교 |

- 초등학교

|  | - 관양초등학교 - 귀인초등학교 - 나눔초등학교 - 달안초등학교 - 덕천초등학교 - 동안초등학교 - 만안초등학교 | - 명학초등학교 - 민백초등학교 - 박달초등학교 - 벌말초등학교 - 범계초등학교 - 부림초등학교 - 비산초등학교 | - 비산초등학교 - 삼성초등학교 - 샘모루초등학교 - 석수초등학교 - 신안초등학교 - 안양초등학교 - 안양관악초등학교 | - 안양남초등학교 - 안양덕현초등학교 - 안양동초등학교 - 안양부안초등학교 - 안양부흥초등학교 - 안양서초등학교 - 안양신기초등학교 | - 안양양지초등학교 - 안양중앙초등학교 - 안양호암초등학교 - 안일초등학교 - 연현초등학교 - 인덕원초등학교 - 평촌초등학교 | - 해오름초등학교 - 호계초등학교 - 호성초등학교 - 호원초등학교 - 화창초등학교 - 희성초등학교 |

- 특수학교

|  | - 안양해솔학교 |

## 공공기관
- 수원지방법원 안양지원
- 수원지방검찰청 안양지청
- 안양시 동안구 선거관리위원회, 안양시 만안구 선거관리위원회
- 경기도안양과천교육지원청
- 안양동안경찰서, 안양만안경찰서
- 안양소방서
- 안양우체국, 서안양우체국, 안양우편집중국, 안양우편물류센터
- 안양세무서, 동안양세무서
- 안양등기소

## 출신 인물
이지이 (거북이 출신 여성 멤버)선수)

## 정치
현행 국회의원 선거구는 제17대 국회때 획정됐으며, 동안구 갑, 동안구 을, 만안구로 총 3개이다. 동안구 을은 평촌동, 호계동(법정동), 동안구 갑은 비산동, 관양동이며, 만안구는 만안구 전체이다. 제20대 국회는 2명이 더불어민주당, 1명이 국민의힘 소속이다.
경기도의회 의원은 6개 선거구에서 6명을 선출한다. 동안구는 4개의 선거구, 만안구는 2개의 선거구로 나뉜다. 10대 경기도의회는 6명 모두 더불어민주당 소속이다.

안양시의회 의원은 9개 선거구에서 21명을 선출한다. 지역구의원 18명과 비례대표의원 3명이다. 제8대 안양시의회는 13명이 더불어민주당, 8명이 국민의힘 소속이다.
1973년 읍에서 시로 승격되어 설치된 안양시장직은 첫 전국동시지방선거 전인 1995년까지는 간선제로 선출하였다.
민선1기 시장은 이석용 시장이며, 현임은 제8회 전국동시지방선거에서 선출된 민선5·7·8기 더불어민주당 소속, 최대호 시장이다.

## 자매결연도시·우호도시
| 자매결연도시      | 지방자치단체   | 지방자치단체            | 결연일           |
| ----------------- | -------------- | ----------------------- | ---------------- |
| 국내 자매결연도시 | 강원특별자치도 | 영월군                  | 1996. 04. 26예시 |
| 국내 자매결연도시 | 경상남도       | 하동군                  | 1996. 04. 26예시 |
| 국내 자매결연도시 | 경상북도       | 울릉군                  | 1996. 04. 26예시 |
| 국내 자매결연도시 | 제주특별자치도 | 서귀포시                | 1996. 04. 26예시 |
| 국내 자매결연도시 | 전라남도       | 함평군                  | 1996. 04. 26예시 |
| 국내 자매결연도시 | 전북특별자치도 | 장수군                  | 1996. 04. 26예시 |
| 국내 자매결연도시 | 경기도         | 예산군                  | 1996. 04. 26예시 |
| 국내 자매결연도시 | 충청북도       | 괴산군                  | 1996. 04. 26예시 |
| 국내 우호도시     | 강원특별자치도 | 양양군                  | 2016. 09. 02     |
| 국내 우호도시     | 경기도         | 연천군                  | 2016. 09. 02     |
| 국내 우호도시     | 충청남도       | 서천군                  | 2016. 09. 02     |
| 국제 자매결연도시 | 미국           | 버지니아주 햄프턴       |                  |
| 국제 자매결연도시 | 미국           | 캘리포니아주 가든그로브 |                  |
| 국제 자매결연도시 | 중국           | 산둥성 웨이팡 시        |                  |
| 국제 자매결연도시 | 러시아         | 부랴트 공화국 울란우데  |                  |
| 국제 자매결연도시 | 멕시코         | 멕시코시티              |                  |
| 국제 자매결연도시 | 브라질         | 상파울루주 소로카바     |                  |
| 국제 자매결연도시 | 일본           | 사이타마현 도코로자와시 |                  |
| 국제 우호도시     | 일본           | 아이치현 고마키시       |                  |
| 국제 우호도시     | 중국           | 허난성 안양 시          |                  |

## 교류
- 전국다문화도시협의회
- 전국평생학습도시협의회
- 전국대도시시장협의회

## 같이 보기
- 안양역
- 대한민국의 지리
- 대한민국의 설치순 도시 목록